# 7564 Gokumenon
7564 Gokumenon este un asteroid din centura principală, descoperit pe 7 februarie 1988, de R. Rajamohan.